# Refuge de Miage
Le refuge de Miage est un refuge de montagne de France situé aux chalets de Miage, dans le massif du Mont-Blanc, en Haute-Savoie, sur la commune de Saint-Gervais-les-Bains. Il se trouve sur le Tour du Mont-Blanc et le GRP Tour du Pays du Mont-Blanc.

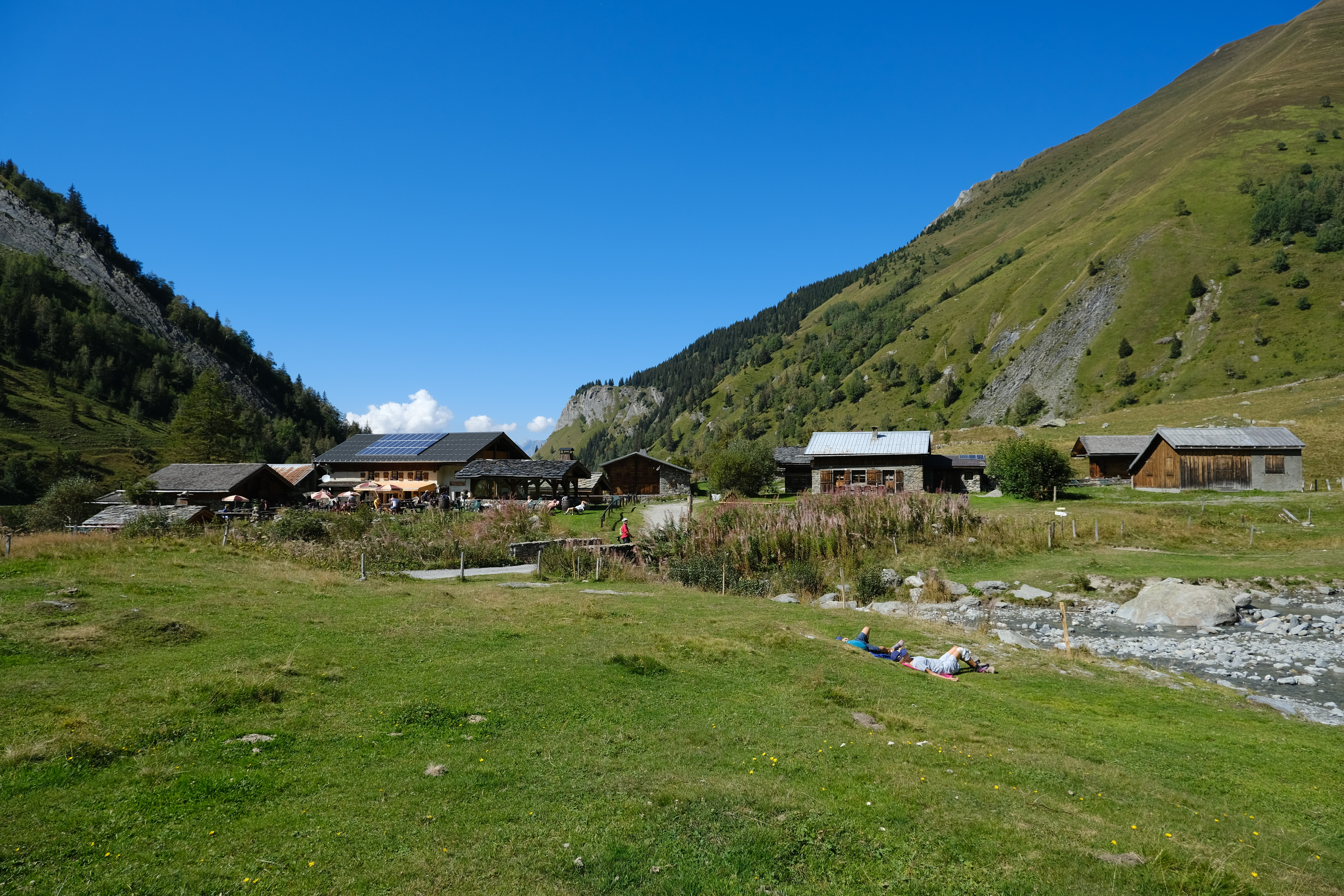
Vue des chalets de Miage avec le refuge sur la gauche.